# Sennentuntschi (Film)
Sennentuntschi ist ein Schweizer Film von Michael Steiner. Er basiert auf der gleichnamigen Alpensage und hatte auf dem Zürich Film Festival 2010 seine Premiere.

## Stilmittel
Der Film besteht aus einer Rahmenhandlung in der Gegenwart und der Haupthandlung, einer Rückblende in das Jahr 1975. Die Haupthandlung besteht aus zwei parallelen Erzählsträngen, die gegen Ende hin zusammengeführt werden; der zweite Strang setzt chronologisch gegen Ende des ersten ein. Dieser spielt hauptsächlich auf der Alp und erzählt die Geschichte der drei Männer Martin, Erwin und Albert. Im zweiten Strang, der hauptsächlich im Dorf spielt, geht es um den Dorfpolizisten Sebastian Reusch. Im Film wird stetig zwischen den beiden Strängen gewechselt, wodurch der Zuschauer bis zum Ende des Films im Unklaren über das Schicksal der Sennen und die Herkunft der Frau
gelassen wird.

### Haupthandlung
1975 in den Bündner Alpen: Ein junger Geistlicher wird erhängt im Glockenturm aufgefunden. Kurz darauf taucht im Dorf überraschend eine junge Frau auf, die von der verschlossenen Dorfgemeinschaft nicht geduldet wird und in die Berge flieht.
Erster Strang: Die drei einsamen Sennen Martin, Erwin und dessen Sohn Albert treffen sie und halten sie für ein Sennentuntschi; am Tag zuvor hatte Albert eine solche Puppe gebastelt. Danach versinken alle drei nach Absinth-Genuss in Halluzinationen, Martin und Erwin vergehen sich an der Unbekannten. Sie rächt sich, indem sie die Ziegen im Stall tötet. Später kommen alle drei Sennen ums Leben: Albert stirbt durch einen Hausbrand, den Erwin legt, um die Frau zu töten. Erwin wird nach einer Auseinandersetzung mit Martin von der jungen Frau erstochen und Martin stirbt kurz darauf an einer Blutvergiftung, die er sich durch einen Biss der Frau zugezogen hat, als sie sich gegen die Vergewaltigung wehrte.
Zweiter Strang: Ein junger Geistlicher wird erhängt im Glockenturm aufgefunden. Wenig später taucht überraschend eine junge, stumme Frau auf, die bei den Dorfbewohnern Misstrauen erweckt. Besonders der Gemeindepfarrer bringt die Dorfgemeinschaft gegen die Unbekannte auf und bezeichnet sie als Dämon, der seit Hunderten von Jahren immer wieder für Tote sorgt. Unterstützt wird seine Theorie durch ein altes Foto, das eine junge Frau zeigt, die der Unbekannten zum Verwechseln ähnlich sieht und mit damaligen Morden in Verbindung steht. Einzig Polizist Reusch steht auf der Seite der Unbekannten und bemüht sich, das Rätsel um ihre Herkunft zu lösen. Während seiner Nachforschungen verliert die Frau des Bürgermeisters ihr ungeborenes Kind, was der Unbekannten angelastet wird. Er versucht die junge Frau heimlich aus dem Dorf zu schaffen, wird aber von einigen aufgebrachten Dorfbewohnern gewaltsam daran gehindert; der Beschuldigten gelingt dabei die Flucht.
Der Polizist intensiviert seine Ermittlungen und findet heraus, dass die mysteriöse Frau von ihrem Vater, dem Gemeindepfarrer, während ihres bisherigen Lebens in einem Kellerverlies gefangen gehalten wurde. Das alte Foto, das die junge Frau angeblich darstellt, zeigt in Wirklichkeit deren Mutter. Diese fiel, verfolgt vom Pfarrer, in eine Schlucht. Reusch verhaftet ihn wegen Mordes; der Geistliche besteht weiterhin darauf, dass das Mädchen ein Dämon sei.
Schliesslich findet Reusch sie in der Alphütte. Sie zeigt ihm Puppen, die sie aus den Häuten der drei toten Männer fertigte, indem sie deren Körper, wie in der Sage, häutete. Reusch verfolgt die fliehende Frau, wobei sie in eine Schlucht stürzt, in der Reusch die gehäuteten Leichen der drei Sennen findet. Der Polizist erschiesst sich, da er sich schuldig fühlt. Die Leichen bleiben unentdeckt.

### Epilog
Mit dem Selbstmord von Reusch endet die Rückblende, der Film endet in der Rahmenhandlung. Das Mädchen, das zu Beginn des Filmes das Skelett gefunden hat, entdeckt in der Schlucht die Knochen des vermeintlichen Sennentuntschi.
Kurz vorm Abspann sieht man den Geist des toten Albert in die Schlucht schauen.

## Herstellungsgeschichte
Die erstmalige Idee einer Neuverfilmung der Alpensage kam 2003 auf. 2005 übergab die Zürcher Filmstiftung einen Förderbeitrag ans Schweizer Filmstudio C-Films. Diese beauftragte die Kontraproduktion des Schweizer Regisseurs Michael Steiner mit dem Projekt. Steiner und seine damalige Ehefrau Stefanie Japp verfassten eine erste Drehbuchversion. Produzent Peter-Christian Fueter sah zunächst seinen Sohn Tobias als Regisseur vor. Als dieser jedoch ablehnte, sollte Steiner auch die Regie übernehmen. C-Films plante, den Film als deutsch-schweizerische Koproduktion zu veröffentlichen und suchte nach deutschen Geldgebern.
Als die Suche nach deutschen Financiers gescheitert war, stieg die C-Films 2007 aus dem Projekt aus. Steiners Kontraproduktion erwarb für 250'000 Franken die vollständigen Rechte am Film.
2008 beteiligte sich der österreichische Fernsehproduzent John Lueftner am Projekt. Ebenfalls sicherten das Bundesamt für Kultur und die Zürcher Filmstiftung die Finanzierung von insgesamt 1,7 Millionen Franken. Das Budget wurde auf 5,5 Millionen Franken festgelegt. Das Schweizer Fernsehen sicherte 300'000 Franken zu und reduzierte somit den Förderbeitrag um die Hälfte. Ebenfalls beteiligten sich das österreichische Filminstitut und der ORF an der Produktion. Zudem holte Steiner den Schweizer Filmproduzenten Hans G. Syz ins Boot. Warner Bros. erwarb die Rechte für die DVD-Auswertung, Walt Disney Schweiz die Kinorechte. Möglicherweise beteiligte sich auch Ruth Waldburger über ihre französische Avventura Films SA an der Produktion.
Die Dreharbeiten starteten trotz nicht abgesichertem Budget im Herbst 2008. Sie fanden im Urner Schächental, in den Bergeller Dörfern Soglio, Bondo und Stampa, in Tirol sowie in den Filmstudios in Uster statt.
Die Kontraproduktion geriet in Liquiditätsprobleme; zahlreiche Crewmitglieder warteten auf ihren Lohn. Hans G. Syz und möglicherweise die Avventura Films SA stiegen aus der Produktion aus. 2010 übernahm die Constantin Film des Schweizer Medienunternehmers Bernhard Burgener die Kontraproduktion AG und investierte 3 Millionen Franken. Zudem wurde Steiner von Constantin unter Vertrag genommen und verpflichtete sich, bis 2013 jährlich einen Film für den Schweizer Ableger zu produzieren. Der Film startete am 14. Oktober 2010 in Schweizer Kinos und zählte bis zum Jahresende rund 150'000 Besucher, was ihn in der Schweiz zum erfolgreichsten Schweizer Film des Jahres 2010 macht. Der Film wurde nachträglich Hochdeutsch synchronisiert.

## Auszeichnungen
Im Jahre 2011 erhielt der Film «Sennentuntschi» anlässlich des Filmfestivals Locarno von art-tv.ch die Schweizer Filmperle in der Sparte «Bester Spielfilm».